# Ікбал Бано
Ікбал Бано (урду اقبال بانو) (нар. 27 серпня 1935, Делі — пом. 21 квітня 2009, Лахор) — пакистанська співачка XX століття. Виконувала напівкласичні газелі та класичні тумрі мовою урду, а також озвучувала пісні у багатьох фільмах 1950-х років..

## Біографія
Ікбал Бано народилася у 1935 році в Делі. З юних років в неї проявилась любов до музики. Її батько, за порадою друга, віддав навчатися у класичну музичну школу «Делі Гхарана». Там, під керівництвом Устада Чанда Хана, вона вивчала індійські класичні жанри пісень — тумрі і дадра.Після закінчення школи, отримала направлення на роботу у Загальноіндійське радіо в Делі, де виконувала пісні по радіо.
У 1952 році у віці 17 років вийшла заміж за землевласника з Пакистану. Ікбал переїхала жити до чоловіка в місто Мултан. Чоловік не заважав її співочій кар'єрі, а навпаки — заохочував і підтримував. У 1950-х роках стала відома завдяки виконанню саундтреків до фільмів мовою урду, найвідомі з яких: Gumnaam (1954), Qatil (1955), Inteqaam (1955), Sarfarosh (1956), Ishq-е-Laila(1957) і Nagin (1959). Її дебютний публічний концерт відбувся в 1957 році на культурному заході організації Рада мистецтв Альхамра в Лахорі.
Після смерті чоловіка у 1970 році переїжджає із Мултана в Лахор. Тут багатьма музичними критиками було відзначено, що її темперамент і голос особливо підходять для таких вокальних жанрів, як тумрі, дадра і газель. Співачку запросили на Радіо Пакистан, де вона виконувала класичні пісні.
У 1985 році Ікбал Бано на концерті в Лахорі, «коли країна була на піку репресій» диктатури Мухаммеда Зія-уль-Хака, у знак протесту проти військової диктатури виконала пісню «Ми зустрінемо день» на заборонений вірш Фаїза Ахмада Фаїза, який сам перебував у в'язниці, а його роботи були заборонені. П'ятдесят тисяч глядачів підхопили приспів «Inqilab Zindabad!» (Хай живе революція!).
Вона вважалася фахівцем у виконанні газелей Насіра Казмі. Також співала перську поезію, її пісні стали популярними в Ірані та Афганістані. У 1979 році запрошують на щорічну культурну ярмарку Джашн-е-Кабул в Афганістані.
Ікбал Бано була нагороджена урядом Пакистану премією Pride of Performance в 1974 році за видатні досягнення в області класичної музики.
21 квітня 2009 року після нетривалої хвороби, у віці 74 років, Ікбал Бано померла в Лахорі, Пакистан.